# Służąca (film 2009)
Służąca (hiszp. La nana) – chilijsko-meksykański komediodramat z 2009 roku w reżyserii Sebastiána Silvy. Wyprodukowany przez Elephant Eye Films. Rolę Raquel zagrała chilijska aktorka Catalina Saavedra. Zdjęcia kręcono w Santiago.
Premiera filmu miała miejsce 17 stycznia 2009 roku podczas 25. Festiwalu Filmowego w Sundance. W Polsce premiera filmu odbyła się 17 lipca 2009 roku.

## Opis fabuły
41-letnia Raquel (Catalina Saavedra) jest panną, zerwała kontakty z własną rodziną i od 23 lat pracuje jako służąca w domu państwa Valdes. Dlatego wydaje jej się, że jest nie tylko służącą, lecz także pełnoprawnym członkiem rodziny. Pewnego dnia pani Valdes postanawia zatrudnić nową pomoc, uważając, że Raquel jest przepracowana.
Raquel odbiera to jak "zamach" na swoją pozycję. W obawie przed utratą swojej uprzywilejowanej roli w rodzinie Valdes, którą nazywa "swoją rodziną", robi wszystko, aby pozbyć się nowej współpracowniczki. Jej ostra rywalizacja obnaża w niej to, co najgorsze. Wszystko zmienia się z pojawieniem się bardzo energicznej Lucy (Mariana Loyola), której entuzjazm i pogoda ducha przynosi odmianę w życiu Raquel. Zaczyna rozumieć, że dotychczas nie umiała się cieszyć własnym życiem.

## Obsada
- Catalina Saavedra jako Raquel
- Mariana Loyola jako Lucy
- Claudia Celedón jako Pilar
- Alejandro Goic jako Edmundo
- Agustín Silva jako Lucas
- Andrea García-Huidobro jako Camila
- Anita Reeves jako Sonia
- Delfina Guzmán jako babcia

i inni